# Dabbelju Music
Dabbelju Music ist ein  im Jahr 1991 von Wolfgang Löhr gegründeter Musikverlag mit Musiklabel. Das Unternehmen aus Köln konzentriert sich auf Kölner Mundartbands. Zudem veröffentlicht Dabbelju einige Hörbücher im Kölner Dialekt. Zu verschiedenen Anlässen wie Weihnachten, Kölner Festivals und Karneval kommen regelmäßig CDs und Downloads auf den Markt. Viele bundesweit bekannte Kölner Mundart- und Karnevalsbands sind bei Dabbelju unter Vertrag. Sie werden bei Bedarf im Texten/Komponieren unterstützt.

## Künstler (Auswahl)
- Altreucher
- Alt Schuss
- Björn Heuser
- Marc Metzger
- Die 3 Colonias
- Die Filue
- Die Flöckchen
- King Size Dick
- KölschFraktion
- Kuhl un de Gäng
- Ludwig Sebus
- Lucky Kids
- Thomas Cüpper
- Willibert Pauels
- Zeltinger Band
- Zwei Hillije